# Yacoub Romanos
Yacoub Romanos Abi Salloum (arab. ‏يعقوب رومانوس أبي سلوم‎, ur. 17 maja 1935 w Al-Batrun, zm. 24 sierpnia 2011) – libański zapaśnik walczący w stylu klasycznym. Olimpijczyk z Rzymu 1960, gdzie zajął siódme miejsce, w kategorii do 79 kg.
Brązowy medalista igrzysk śródziemnomorskich w 1959 roku.

## Letnie Igrzyska Olimpijskie 1960
| Konkurencja          | Rundy eliminacyjne    | Rundy eliminacyjne       | Rundy eliminacyjne        | Rundy eliminacyjne        | Klas. końcowa |
| Konkurencja          | Przeciwnik I          | Przeciwnik II            | Przeciwnik III            | Przeciwnik IV             | Miejsce       |
| -------------------- | --------------------- | ------------------------ | ------------------------- | ------------------------- | ------------- |
| 79 kg styl klasyczny | Helmut Längle (AUT) Z | Charles Berthoud (SUI) Z | Russell Camilleri (USA) R | Nikołaj Czuczałow (SUN) P | 7.            |